# Joseph Enanga
Joseph Enanga (Douala, 1958. augusztus 28. – ) kameruni válogatott labdarúgó.

## Pályafutása

### Klubcsapatban
1977 és 1982 között az Union Douala  játékosa volt. 1982 és 1988 között Franciaországban játszott a CO Saint-Dizier csapatában. 

### A válogatottban
A kameruni válogatott tagjaként részt vett az 1982-es világbajnokságon.

## Sikerei, díjai
Union Douala
- Kameruni bajnok (1): 1978
- CAF-bajnokok ligája (1): 1979
- Kupagyőztesek Afrika-kupája (1): 1981